# Arquíloco

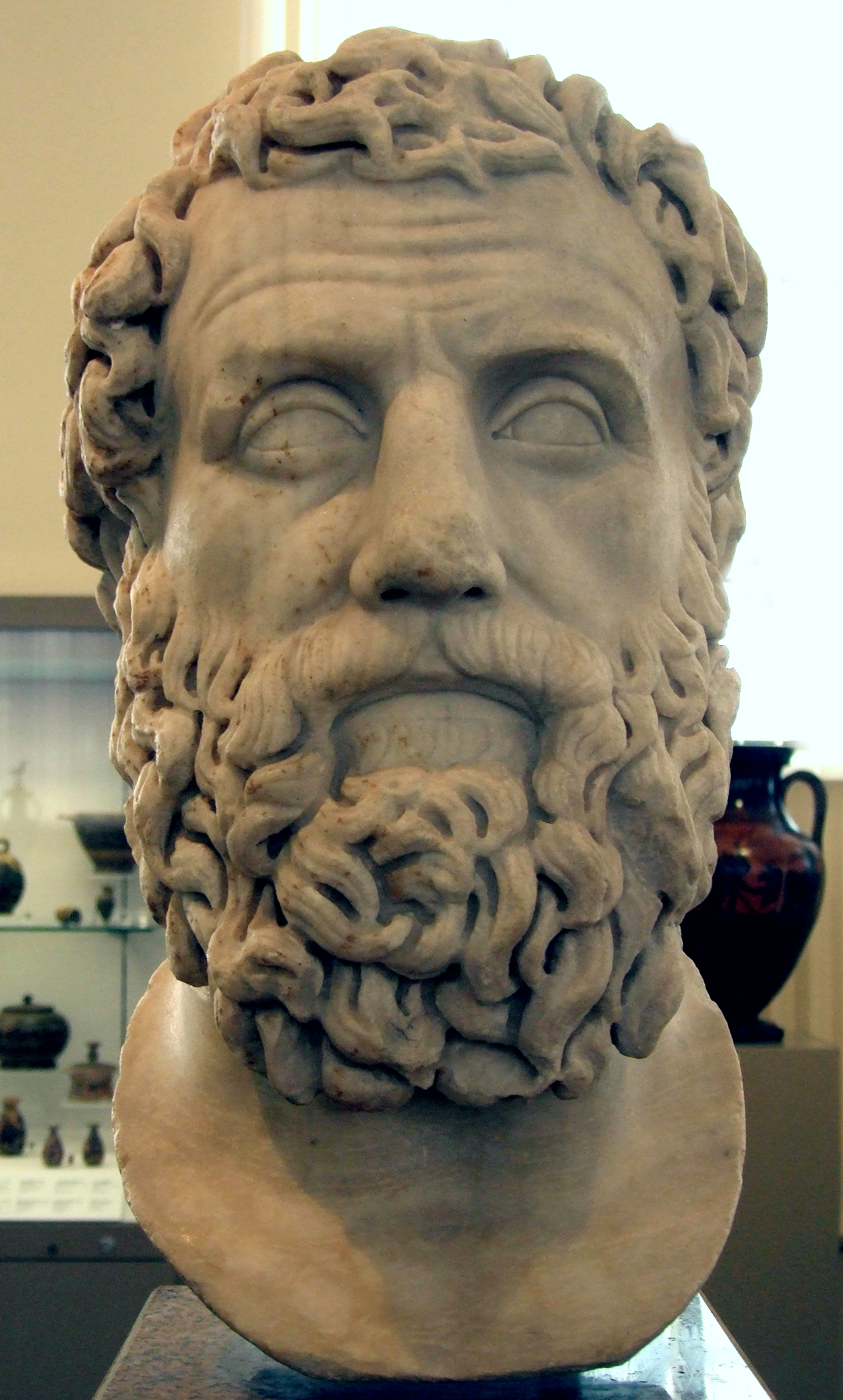
Busto que suele atribuirse a Arquíloco.

Arquíloco (Ἀρχίλοχος en griego antiguo) (Paros, fl. 688-645 a. C.) fue un poeta lírico griego arcaico originario de la isla de Paros.

## Biografía
Fue hijo de un noble llamado Telesicles y de una esclava llamada Enipo. Poeta y mercenario, los escritos de Arquíloco nos han llegado de forma fragmentada, y no existe consenso respecto a las fechas exactas de su nacimiento y de su muerte ni a la autoría de algunas de las obras que se le atribuyen. 
Vivió en la primera mitad del siglo VII a. C. Nació en Paros, una pequeña isla jonia del mar Egeo, famosa por su mármol, y donde el culto de Deméter, relacionado con la poesía yámbica, era muy importante. Arquíloco, además de cantar al dios Dioniso, está ligado a la introducción de su culto en la isla. 
En busca de territorio agrario, participó en la colonización de Tasos, lugar muy próximo a las minas de oro del litoral de Tracia.
Arquíloco se nos presenta como poeta soldado, alguien que vivía de la guerra mientras cultivaba la poesía. 

Soy un servidor del soberano Enialio

conocedor del amable don de las Musas.

De mi lanza depende el pan que como, de mi lanza

el vino de Ismaro. Apoyado en mi lanza bebo.

Pasó su vida entre las luchas políticas y las rivalidades de Paros. Según cuenta Critias, por ese motivo se arruinó económicamente, contrajo numerosas enemistades y, empobrecido, marchó a Tasos. Terminó sus días durante la defensa de Paros en la guerra contra Naxos, isla cercana. 
Tras su muerte, fue muy popular en Paros, y se erigió en su honor un monumento funerario (o una especie de templo, el Archilocheion) en el que se ha encontrado una larga inscripción perteneciente al siglo IV a. C. en la que, a modo de cuento popular, se narra la iniciación del poeta en los ritos dionisiacos, y la profecía que presenció su padre, en la que se anunciaba la posterior fama de su hijo.
Arquíloco se hizo famoso en la Antigüedad y pasó a la posteridad como personaje polémico por escritos de Plutarco. Las obras de Arquíloco fueron igualmente polémicas, tanto por sus ataques virulentos contra variados personajes y su habilidad para crearse enemistades como por contradecir con algunos de sus versos los valores bélicos de la época. Nietzsche lo referencia como el artista "dionisíaco" lírico de entre los poetas de la antigüedad, contrapuesto a Homero, el artista "apolíneo" épico. Nietzsche reivindica a Arquíloco, quien, erróneamente, ha sido llamado en la Modernidad "artista subjetivo", es decir, "mal artista"; pero, a quien la división entre "lo objetivo" y "lo subjetivo" resulta "improcedente en estética" (El nacimiento de la tragedia, Cap. 5).  

Un sayo ostenta hoy el brillante escudo 

que abandoné a pesar mío junto a un florecido arbusto.
Pero salvé la vida. ¿Qué me interesa ese escudo?
Peor para él. Uno mejor me consigo.

Prometido con Neobula, el padre de ella, Licambes, otorgó a su hija a alguien que suponía un mejor partido, a lo que Arquíloco respondió con composiciones ofensivas que se recogen en el llamado Papiro de Colonia, en el que acusaba a Neobula de ser una mujer sin moral y relataba con detalles un encuentro sexual con la hermana menor de ella. Los versos habrían resultado tan hirientes que, según la leyenda, llevaron al suicidio a Licambes y a sus hijas.

## Traducciones
- Bonifaz Nuño, Rubén: Antología de la lírica griega. Edición bilingüe. UNAM. México. 1988.
- Ferraté, Joan: Líricos griegos. El Acantilado. Barcelona.
- García Gual, Carlos: Antología de la poesía lírica griega. Alianza Editorial. Madrid.
- Rodríguez Adrados, Francisco: Líricos griegos elegíacos y yambógrafos arcaicos. Edición bilingüe. Alma Mater.
- Rodríguez Tobal, Juan Manuel: El ala y la cigarra. Fragmentos de la poesía arcaica griega no épica. Edición bilingüe. Hiperión. Madrid. 2005.
- SUÁREZ DE LA TORRE, Emilio: Antología de la lírica griega arcaica. Cátedra. Madrid.
- SUÁREZ DE LA TORRE, Emilio: Yambógrafos griegos. Gredos. Madrid.